# Brock Hoel
Brock Hoel (Prince George, 20 de mayo de 2001) es un deportista canadiense que compite en triatlón.
Ganó una medalla de bronce en los Juegos Panamericanos de 2023 y dos medallas en el Campeonato Panamericano de Triatlón, plata en 2022 y bronce en 2023.

## Palmarés internacional
| Juegos Panamericanos    | Juegos Panamericanos | Juegos Panamericanos | Juegos Panamericanos |
| Año                     | Lugar                | Medalla              | Prueba               |
| ----------------------- | -------------------- | -------------------- | -------------------- |
| 2023                    | Santiago (Chile)     | Medalla de bronce    | Relevo mixto         |
| Campeonato Panamericano |                      |                      |                      |
| Año                     | Lugar                | Medalla              | Prueba               |
| 2022                    | Montevideo (Uruguay) | Medalla de plata     | Relevo mixto         |
| 2023                    | Veracruz (México)    | Medalla de bronce    | Individual           |